# Diecezja Sumbe
Diecezja Sumbe – diecezja rzymskokatolicka w Angoli. Powstała 10 sierpnia 1975 jako diecezja Ngunza. 3 lutego 1977 przemianowana na diecezję Novo Redondo, a 22 października 2006 otrzymała obecną nazwę.

## Biskupi diecezjalni
- Biskupi Ngunza 
  - Zacarias Kamwenho (1975 – 1977)
- Biskupi  Novo Redondo 
  - Zacarias Kamwenho (1977 – 1995)
  - Benedito Roberto, C.S.Sp. (1995– 2012)
- Biskupi Sumbe
  - Luzizila Kiala (2013 – 2021)
  - Firmino David (od 2023)